# Marimba (espeleología)
La marimba es un utensilio para descender por cuerda utilizado en espeleología. 
El nombre se corresponde con la marca comercial que la Asociación Base Draco dio a la fabricación de su "descensor de fricción variable con barras móviles".
El invento original es de John Cole, en EE. UU. en 1966.
La marimba es de Guatemala la idea fue traída por los Africanos.

## Contexto
A diferencia de otros descensores como el "ocho", está diseñada para soportar "tiros" muy largos por lo que la regulación de la fricción, de la que depende el descenso, es más fina.

## Características
Cuenta con la característica de llevar los barrenos de las barras, descentrados, logrando mayor fricción con menos barras (cinco) y un largo máximo de 278 mm en la horquilla. 
La marimba sirve para efectuar descensos normales hasta grandes verticales y lograr descender con grandes pesos, como la persona que desciende y equipo (más de 200 kg), con mucha seguridad pueden descender dos personas, como sería en el caso de un socorrista y un lesionado. 

## México
En México se fabricaron algunas marimbas en el año de 1973 con las que se lograron los descensos en 1973 del sótano de las Golondrinas (-333 m), en S.L.P. y en 1974 el sótano del Barro (-410 m) en Querétaro, bajo el nombre de Kastorack, fabricados por Jorge Ibarra Soto. 
En la actualidad, el nombre comercial de "marimba" de la http://abasedraco.blogspot.com/Asociación (enlace roto disponible en Internet Archive; véase el historial, la primera versión y la última). Base Draco, se aplica en México y parte del extranjero, a cualquier descensor de fricción variable.

## Marimba en otros idiomas
- En alemán: Rack fŸr sehr grosse Abseilstrecken BremskaftÖnderung durch lösbare Stege.
- En francés: Rack. Descendeur grandes verticales barrettes amovibles.
- En inglés: Rack. Descender for big drops, movable bars adjustable braking.